# GET STARTED
「GET STARTED」（ゲット・スターテッド）は1997年8月6日に発売された崎谷健次郎の通算20枚目のシングル。「壊れた太陽」（こわれたたいよう）をカップリング曲に収録している。

## 解説
- CDジャケットには、初めて崎谷健次郎の上半身の肉体が衣装の間から露出する写真が採用されている。
- 録音は1996年9月3日から5日にかけて、一口坂スタジオにて行われた[1]。
- プロデュースは、崎谷健次郎。

1. GET STARTED
  - NHK総合テレビ情報・教養番組『スタジオパークからこんにちは』オープニングテーマソング。
  - 3rd.ベストアルバム「崎谷健次郎 BEST COLLECTION」に収録されている。
  - 4th.ベストアルバム『崎谷健次郎 GOLDEN☆BEST』にも収録されている。
  - コンピュータープログラミング、シンセ・オペレーター、キーボード：崎谷健次郎
  - エレクトリック・ギター、アコースティック・ギター：渡辺格
  - ベース：亀田誠治
  - ドラム：小関純匡
  - バックグラウンド・ボーカル：EVE
2. 壊れた太陽
  - アルバム未収録曲。
  - コンピュータープログラミング、シンセ・オペレーター、キーボード：崎谷健次郎
  - エレクトリック・ギター、アコースティック・ギター：渡辺格
  - ベース：亀田誠治
  - ドラム：小関純匡
  - パーカッション：小林弌
  - バックグラウンド・ボーカル：EVE

## 収録曲
1. GET STARTED
  - 作詞 / 作曲 / 編曲：崎谷健次郎
2. 壊れた太陽
  - 作詞 / 作曲 / 編曲：崎谷健次郎
3. GET STARTED(original karaoke)
  - 作曲 / 編曲：崎谷健次郎
4. 壊れた太陽(original karaoke)
  - 作曲 / 編曲：崎谷健次郎